# Balkan Brass
Balkan Brass – styl muzyki granej przez orkiestry dęte, charakterystyczny dla Bałkanów (szczególnie dla Serbii, Macedonii Północnej i Bułgarii). Wykonawcami tego typu muzyki najczęściej są Romowie. Sam styl charakteryzuje się szybkim tempem.

## Historia
Balkan Brass powstał w wyniku ewolucji marszów granych przez tureckie orkiestry wojskowe, które w XIX wieku zaczęły stosować instrumenty dęte blaszane. Wcześniej stosowano tradycyjne, tureckie instrumenty (davul, surma, zil i inne), które zostały wycofane wraz z rozwiązaniem przez sułtana Mahmuda II oddziałów janczarów.
Trąbki były używane do budzenia żołnierzy i sygnalizowania zbiórek, ale w czasie wolnym grywano na nich także ludowe melodie. Po zakończeniu służby w wojsku, trębacze nadal grali na tym instrumencie w celach rozrywkowych. Tradycja to została zaadaptowana przez Romów, którzy wzbogacili muzykę o bardziej skomplikowane rytmy i melodie oraz rozpowszechnili ją na całych Bałkanach.

## Festiwale
Co roku odbywa się pięciodniowy festiwal muzyki Balkan Brass w Guča, w Serbii.

## Przykładowi wykonawcy
- Fanfare Ciocărlia
- Fanfara Tirana
- Goran Bregović
- Kočani Orkestar
- Boban Marković i Marko Marković